# 片岡鉄兵
片岡 鉄兵（かたおか てっぺい、1894年（明治27年）2月2日 - 1944年（昭和19年）12月25日）は、日本の大正・昭和前期における小説家。｢鉄平｣と表記されることもある。

## 生涯
岡山県苫田郡芳野村（現・鏡野町）に生まれる。
津山中学の同級生に矢野峰人、中山巍らがいる。中学校卒業後、第六高等学校受験に失敗、自殺を企てた。上京し、慶應義塾大学仏文科に進学したが、出席日数が不足したため中退、一時帰郷。様々な職を転々としながら小説を書き始め、各雑誌・出版社に投稿を行う。1921年『舌』などを書いて文壇に出る。山陽新報、大阪朝日新聞社、大阪時事新報の記者を務める。
1924年(大正13年)、横光利一や川端康成らと文学雑誌｢文芸時代｣を創刊し、創作活動のみならず評論活動や翻訳活動にも手を付けた。これにより、新感覚派の一員として本格的に文学活動に入る。当時の代表作には『綱の上の少女』『にがい話』『若き読者に問う』などがある。また『椅子の脚の曲線』という推理小説も執筆している。
また独自に1927年(昭和2年)文芸雑誌｢手帖｣も発刊。エクトール・マロの作品の翻訳『あゝ故郷（原題：En Famille）』で芸術的な翻訳を目指すなど、順調な文芸生活に見えた。しかし1928年（昭和3年）ごろから左傾化し始め、更に同時期に今東光の脱退や仲間内での意見の対立などにより新感覚派は事実上消滅した。
以後はプロレタリア作家として活動する。1928年、『左傾について』『予の左傾と『前衛』入りについて』を執筆。これ以降、『生ける人形』『今度こそ』『卑しき者』『愛情の問題』『綾里村快挙録』などを続々と発表、左派きっての論客となった。
しかし1932年（昭和7年）第三次関西共産党事件で官憲に逮捕・投獄され、獄中で転向声明を出す。1933年（昭和8年）に仮出獄。以後は大衆小説の執筆や翻訳活動に力をいれ、『菜の花月夜』『朱と緑』などを発表した。1938年（昭和13年）、日本文学報国会の前身となる漢口攻略戦「ペン部隊」役員に選ばれるなど、一転して戦争協力を行う。1944年(昭和19年)12月25日、和歌山県田辺市の友人宅を訪問中に肝硬変の発作により急死した。享年50。戒名は文徳院道明鉄兵居士。墓は東京都府中市の多磨霊園にある。郷里の鏡野町には胸像も建てられている。
一人娘の藍子は川端康成の仲人で勅使河原宏と結婚した（のち離婚）。

## 主要作品

### 小説
- 『歩きつづける男』（改造社） 1930年。1944年に発禁となる。
- 『朝の娘』（協力出版社） 1932年
- 『陽炎記』（聖紀書房） 1943年
- 『朱と緑』（コバルト社） 1946年、角川文庫 1956年

1937年、1956年と二度にわたり映画化された。監督は島津保次郎（1937年版）、中村登（1956年版）
- 『生ける人形』（銀座出版社） 1947年[注釈 1]
- 『娘三人記』（非凡閣） 1947年
- 『虹の秘密』（三河書房） 1948年

### 翻訳
- 『ああ故郷』（エクトール・マロ、文洋社） 1927年
- 『エリザベスとエセックス』（リットン・ストレイチー）富士出版社、1941年、凡書房 1958年

### 作品集
- 『片岡鐵兵集』（平凡社） 1929年
- 『片岡鐵兵全集』全1巻（改造社） 1932年
- 『鐵兵傑作全集』全8巻（非凡閣） 1936年
- 『片岡鉄兵全集』全9巻（日本図書センター） 1995年

改造社と非凡閣の全集を底本として複製された版